# Parafia Najświętszego Serca Pana Jezusa w Gdyni
Parafia Najświętszego Serca Pana Jezusa w Gdyni – parafia rzymskokatolicka usytuowana w dzielnicy Gdyni–Śródmieście. Należy do dekanatu Gdynia–Śródmieście, który należy do archidiecezji gdańskiej.

## Historia parafii
Parafia została ustanowiona 1 stycznia 1949. W 1957 rozpoczęto budowę kościoła, który konsekrowano 30 października 1966.